# یعقوب کوچکزاد
یعقوب کوچکزاد (۱۲۹۷ بندر انزلی - ۱۳۹۵ رشت) بنیان‌گذار ژیمناستیک در ایران و از قهرمانان ورزش‌های شنا و ژیمناستیک کشور بود

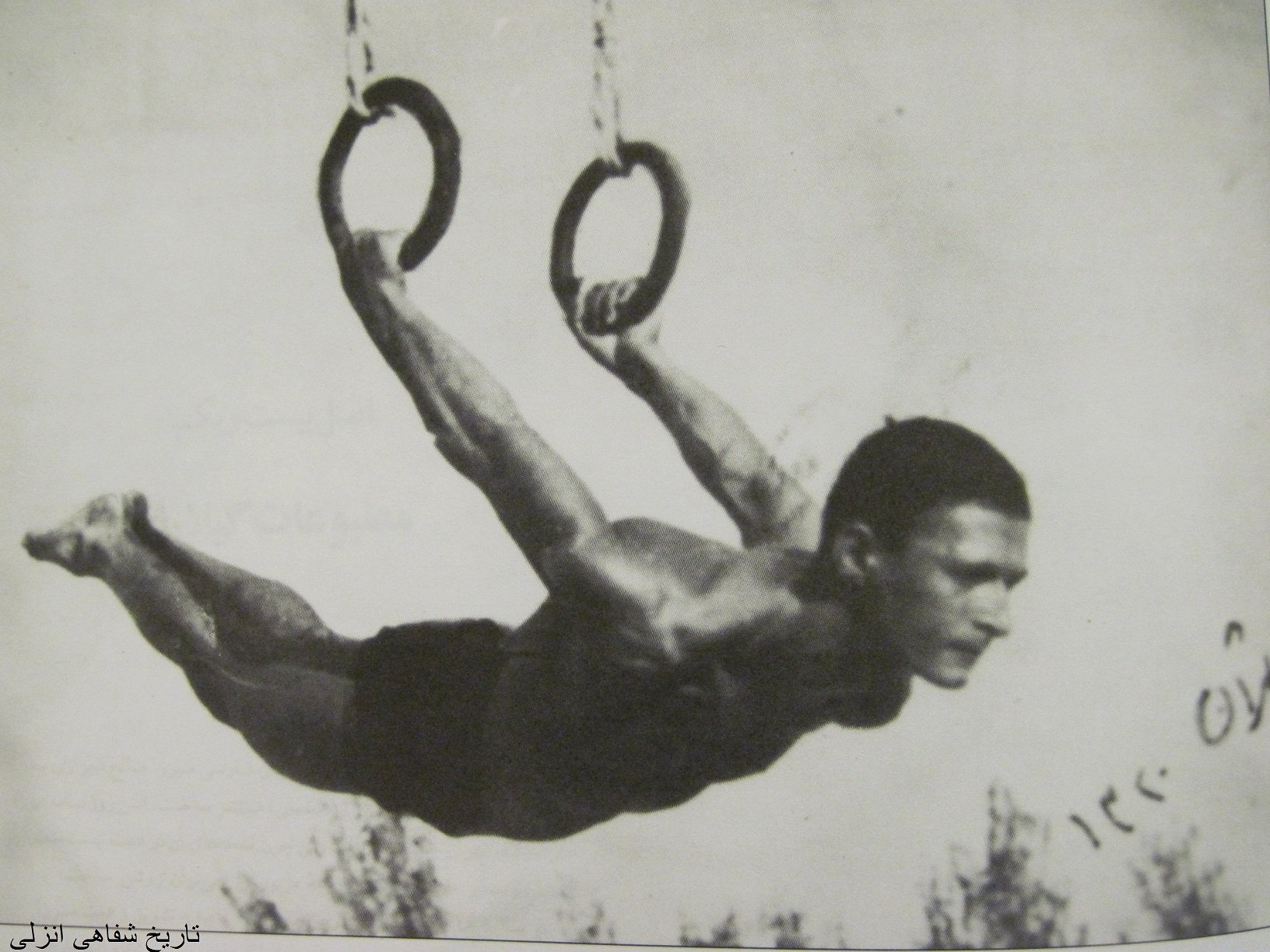
یعقوب کوچکزاد

## زندگی‌نامه
کوچکزاده مدرسه ابتدائی را در دبستان سعدی بندر انزلی و دوره دبیرستان را در تهران گذراند.

## فعالیت‌های آموزشی
یعقوب کوچکی‌زاد پس از ورود به تهران در بوستان ورزش با با میرمهدی ورزنده و ژوزف باروخ (متخصص ورزشی اهل آلمان) آشنایی مبانی علمی ژیمناستیک را به صورت علمی از آنان می‌آموزد. سپس به دلیل آشنایی او با فنون شنا و مهارت‌های آن به عنوان مربی شنا و معلم ورزش به استخدام ادارهٔ تربیت بدنی درآمد؛ و پس از استخدام به مدرسه کوروش اعزام شد و از شاگردانش می‌توان به برومند بروخیم صاحب هتل سینا در تهران و حبیب القانیان مالک ساختمان پلاسکو در تهران و سلیمان حییم نویسنده فرهنگ انگلیسی به فارسی نام برد.
پس از مدتی کوچکزاده به رشت منتقل و به عنوان معلم ورزش به ادارهٔ فرهنگ رشت انتقال می‌شود و در مدارش رشت به تدریس تربیت بدنی پرداخت و پس از تشکیل مرکز تربیت معلم به تدریس در این مرکز پرداخت. او در سال ۱۳۵۷ از آموزش و پرورش بازنشسته شد.
او مؤسس نخستین باشگاه ژیمناستیک در استان گیلان بود در آن زمان تنها در شهرهای تهران و مشهد وجود داشت. او و تیم‌اش در مسابقات سال ۱۳۲۷ به مقام نخست کشوری رسیدند. اگرچه در کمال نا باوری تیم تهران به مسابقات المپیک اعزام شد.

## افتخارات
سال ۱۳۱۷ به عنوان قهرمانی کشور در رشته شنا.
سال ۱۳۲۷ قهرمان ژیمناستیک کشور
داوری مسابقات ژیمناستیک بازی‌های آسیایی ۱۹۷۴ تهران 